# Lucas Olu Chukwuka Nwaezeapu
Lucas Olu Chukwuka Nwaezeapu (* 23. Dezember 1925 in Ibusa, Britisch-Westafrika; † 21. April 1996) war ein nigerianischer römisch-katholischer Geistlicher und Bischof von Warri.

## Leben
Lucas Olu Chukwuka Nwaezeapu empfing am 2. Februar 1958 das Sakrament der Priesterweihe.
Am 10. März 1964 ernannte ihn Papst Paul VI. zum ersten Bischof von Warri. Der Apostolische Delegat für Zentral- und Westafrika, Erzbischof Sergio Pignedoli, spendete ihm am 24. Mai desselben Jahres in Warri die Bischofsweihe; Mitkonsekratoren waren der Bischof von Enugu, John of the Cross Anyogu, und der Bischof von Benin City, Patrick Joseph Kelly SMA. Lucas Olu Chukwuka Nwaezeapu nahm an der dritten und vierten Sitzungsperiode des Zweiten Vatikanischen Konzils teil.
Am 10. September 1983 nahm Papst Johannes Paul II. das vorzeitige Rücktrittsgesuch von Lucas Olu Chukwuka Nwaezeapu an.